# Jang Siou-čching
Jang Siou-čching (čínsky pchin-jinem Yáng Xiùqīng, znaky zjednodušené 杨秀清, tradiční 楊秀清; 1821–1856) byl organizátor a generál povstání tchaj-pchingů.

## Život
Jang Siou-čching byl prodavač dřeva v Kuang-si. Roku 1848 konvertoval ke křesťanství, poté co měl vizi Boha. Roku 1850 tvrdil, že je schopen zázračně léčit opravdové věřící. Byl jedním z prvních účastníků povstání tchaj-pchingů a rychle postoupil mezi jeho vůdce; roku 1851, když Chung Siou-čchüan vyhlásil Nebeskou říši velkého míru a stal se „nebeským králem“, byl Jang jmenován vrchním velitelem povstalecké armády. Dále obdržel titul „východního krále“. Zorganizoval rozsáhlou síť špionů, která se snažila vykořenit intriky uvnitř povstaleckého tábora. Zaujal pozici nejvlivnějšího z vůdců povstání tchaj-pchingů.
Pod jeho vedením povstalecká armáda dobyla Nanking, který se stal hlavním městem jejich státu, Nebeské říše velkého míru. Jelikož nominální panovník říše Chung Siou-čchüan se začal odvracet od politiky ke svému harému, jmenoval Janga prvním ministrem. Jang a Chung se střetli v názorech na politiku tchaj-pchingů a pohledu na konfucianismus a obrazoborectví; Jang věřil, že konfuciánská morálka je v zásadě pozitivní a její základní principy slučitelné s povstaleckou interpretací křesťanství, a že obrazy draků nejsou svatokrádež. Chung však věřil, že konfucianismus by měl být vymýcen jako dílo ďábla. Toto, a Jangovy snahy o zvětšení své moci rozhněvaly Chunga. Roku 1856 byl Jang Chungovými stoupenci zavražděn. Během tří následujících měsíců Chung nechal zabít Jangovu rodinu a 20 tisíc přívrženců. Bratrovražedné spory vůdců povstání jejich hnutí významně oslabily.